# Hannes Wader
Hannes Wader (Bielefeld, 1942. június 23. –) német énekes-dalszerző, gitáros. 

## Pályafutása
A német baloldali körök fontos szereplője az 1970-es évektől, a dalaiban is feldolgozza a szocialista és kommunista ellenállást, nem csak Európában, hanem például Latin-Amerikában is.

## Diszkográfia
- 1969 Hannes Wader singt
- 1971 Ich hatte mir noch so viel vorgenommen
- 1972 7 Lieder
- 1973 Der Rattenfänger
- 1974 Plattdeutsche Lieder
- 1975 Volkssänger
- 1976 Kleines Testament
- 1977 Hannes Wader singt Arbeiterlieder
- 1978 Hannes Wader singt Shanties
- 1979 Wieder unterwegs
- 1980 Es ist an der Zeit
- 1982 Dass nichts bleibt wie es war
- 1983 Nicht nur ich allein
- 1985 Glut am Horizont
- 1986 Liebeslieder
- 1987 Bis jetzt
- 1989 Nach Hamburg
- 1990 Hannes Wader singt Volkslieder
- 1991 Nie mehr zurück
- 1992 Schon so lang ‘62 – ‘92
- 1992 Blick zurück
- 1995 Zehn Lieder
- 1996 Liebe, Schnaps & Tod – Wader singt Bellman
- 1996 Professor Jecks Tierlieder-ABC
- 1997 An dich hab ich gedacht – Wader singt Schubert
- 1998 Auftritt (Klaus Weilanddal és Benjamin Huellenkremerrel)
- 2001 Was für eine Nacht
- 2001 Wünsche
- 2003 Das Konzert
- 2004 ...und es wechseln die Zeiten
- 2005 Jahr für Jahr
- 2006 Mal angenommen
- 2007 Neue Bekannte
- 2010 Kein Ende in Sicht